# Южнородезийский фунт
Южнородезийский фунт (англ. Southern Rhodesian pound) — денежная единица Южной Родезии в 1934—1956 годах. Фунт = 4 кроны = 20 шиллингов = 240 пенсов.

## История
В 1896 году первые банкноты в Южной Родезии выпустило отделение Стандарт банка в Солсбери. Вскоре выпуск банкнот начали и другие банки: Африканская банковская корпорация, Банк Африки, Барклайз банк (доминионов, колоний и заморских территорий) и др.
В 1910 году законным платёжным средством объявлены монеты Великобритании. С 1923 по 1933 год в обращении использовались монеты Южно-Африканского союза.
В 1934 году начат выпуск южнородезийских монет. В 1939 году создан Валютный совет Южной Родезии (Southern Rodesia Currency Board), получившее право эмиссии банкнот, являвшихся законным платёжным средством в Южной Родезии, Северной Родезии и Ньясаленде. В том же году монеты Великобритании утратили силу законного платёжного средства в Южной Родезии. В 1940 году изъяты из обращения банкноты южнородезийских отделений коммерческих банков — Баркзайз банка, Стандарт банка, Национального банка Южной Африки. В 1942 году статус законного платёжного средства утратили банкноты английских банков.
В 1953 году в связи с образованием Федерации Родезии и Ньясаленда Валютный совет Южной Родезии был переименован в Валютный совет Центральной Африки (Central Africa Currency Board). Совет осуществлял эмиссию денежных знаков до создания в 1955 году центрального банка федерации — Банка Родезии и Ньясаленда, начавшего операции в 1956 году, к нему перешли все активы и пассивы ликвидированного Валютного совета.
В 1956 году введена новая денежная единица — фунт Родезии и Ньясаленда, заменившая южнородезийский фунт в соотношении 1:1.

## Монеты и банкноты
Чеканились монеты в 1⁄2, 1, 3, 6 пенсов, 1, 2 шиллинга, 1⁄2, 1 крону.
Валютным советом Южной Родезии выпускались банкноты в 5, 10 шиллингов, 1, 5 и 10 фунтов.
Валютный совет Центральной Африки выпускал банкноты в 10 шиллингов, 1, 5 и 10 фунтов.